# Albon
Pour les articles homonymes, voir Albon (homonymie).
Albon est une commune française située dans le nord du département de la Drôme, en région Auvergne-Rhône-Alpes.

## Géographie

### Localisation
La commune est située dans le nord du département, dans la plaine de la Valloire. Elle est rattachée à la communauté de communes Porte de Dromardèche.

### Relief et géologie
Sites particuliers :
- Combe de Ponteux ;
- Combes Gillardes ;
- Combe Vignol.

### Hydrographie
La commune est arrosée par les cours d'eau suivants :
- l'Andançon ;
- l'Argentelle ;
- le Bancel ;
- Ravin de Campaloup ;
- Ruisseau de Blacheronde ;
- Ruisseau de Croisieux.

### Climat
Pour des articles plus généraux, voir Climat d'Auvergne-Rhône-Alpes et Climat de la Drôme.
En 2010, le climat de la commune est de type climat du Bassin du Sud-Ouest, selon une étude du CNRS s'appuyant sur une série de données couvrant la période 1971-2000. En 2020, Météo-France publie une typologie des climats de la France métropolitaine dans laquelle la commune est dans une zone de transition entre le climat de montagne et le climat méditerranéen et est dans la région climatique Moyenne vallée du Rhône, caractérisée par un bon ensoleillement en été (fraction d’insolation > 60 %), une forte amplitude thermique annuelle (4 à 20 °C), un air sec en toutes saisons, orageux en été, des vents forts (mistral), une pluviométrie élevée en automne (250 à 300 mm).
Pour la période 1971-2000, la température annuelle moyenne est de 12,4 °C, avec une amplitude thermique annuelle de 17,6 °C. Le cumul annuel moyen de précipitations est de 839 mm, avec 7,9 jours de précipitations en janvier et 5,7 jours en juillet. Pour la période 1991-2020, la température moyenne annuelle observée sur la station météorologique installée sur la commune est de 13,0 °C et le cumul annuel moyen de précipitations est de 764,0 mm,. Pour l'avenir, les paramètres climatiques de la commune estimés pour 2050 selon différents scénarios d'émission de gaz à effet de serre sont consultables sur un site dédié publié par Météo-France en novembre 2022.
| Mois                                  | jan.           | fév.           | mars           | avril         | mai           | juin          | jui.          | août          | sep.          | oct.          | nov.          | déc.           | année      |
| ------------------------------------- | -------------- | -------------- | -------------- | ------------- | ------------- | ------------- | ------------- | ------------- | ------------- | ------------- | ------------- | -------------- | ---------- |
| Température minimale moyenne (°C)     | 0,8            | 0,8            | 3,2            | 6,4           | 10            | 14            | 15,2          | 14,5          | 11,3          | 9             | 4,8           | 1,6            | 7,6        |
| Température moyenne (°C)              | 4,3            | 5,2            | 8,8            | 12,5          | 16            | 20,5          | 22,3          | 21,5          | 17,7          | 14            | 8,6           | 4,9            | 13         |
| Température maximale moyenne (°C)     | 7,8            | 9,6            | 14,4           | 18,7          | 22            | 27            | 29,3          | 28,6          | 24,1          | 18,9          | 12,4          | 8,2            | 18,4       |
| Record de froid (°C) date du record   | −11,6 13.01.03 | −10,9 05.02.12 | −10,8 01.03.05 | −5,9 08.04.21 | 0,4 07.05.19  | 5,2 10.06.05  | 6,7 05.07.02  | 6,9 27.08.18  | 1,3 18.09.01  | −4,3 26.10.03 | −10 18.11.07  | −12,4 04.12.10 | −12,4 2010 |
| Record de chaleur (°C) date du record | 19,1 10.01.15  | 21,4 25.02.21  | 26,3 31.03.21  | 29,3 21.04.18 | 34,2 24.05.09 | 38,6 27.06.19 | 40,3 24.07.19 | 41,2 24.08.23 | 34,2 14.09.20 | 29,6 10.10.23 | 22,2 01.11.22 | 19 17.12.19    | 41,2 2023  |
| Précipitations (mm)                   | 47,4           | 39,5           | 43,2           | 59,9          | 74,4          | 53,9          | 64,3          | 59,7          | 60,9          | 103,4         | 104,4         | 53             | 764        |

### Voies de communication et transports
La commune dispose du petit aérodrome de Saint-Rambert-d'Albon.

## Urbanisme

### Typologie
Au 1er janvier 2024, Albon est catégorisée commune rurale à habitat dispersé, selon la nouvelle grille communale de densité à 7 niveaux définie par l'Insee en 2022.
Elle est située hors unité urbaine. Par ailleurs la commune fait partie de l'aire d'attraction de Roussillon, dont elle est une commune de la couronne,. Cette aire, qui regroupe 27 communes, est catégorisée dans les aires de 50 000 à moins de 200 000 habitants,.

### Occupation des sols
L'occupation des sols de la commune, telle qu'elle ressort de la base de données européenne d’occupation biophysique des sols Corine Land Cover (CLC), est marquée par l'importance des territoires agricoles (75,1 % en 2018), en diminution par rapport à 1990 (80,4 %). La répartition détaillée en 2018 est la suivante : terres arables (45,6 %), zones agricoles hétérogènes (18,1 %), forêts (12,6 %), prairies (10,4 %), espaces verts artificialisés, non agricoles (4,9 %), mines, décharges et chantiers (2,8 %), zones industrielles ou commerciales et réseaux de communication (2,5 %), zones urbanisées (2,2 %), cultures permanentes (1,1 %). L'évolution de l’occupation des sols de la commune et de ses infrastructures peut être observée sur les différentes représentations cartographiques du territoire : la carte de Cassini (XVIIIe siècle), la carte d'état-major (1820-1866) et les cartes ou photos aériennes de l'IGN pour la période actuelle (1950 à aujourd'hui).

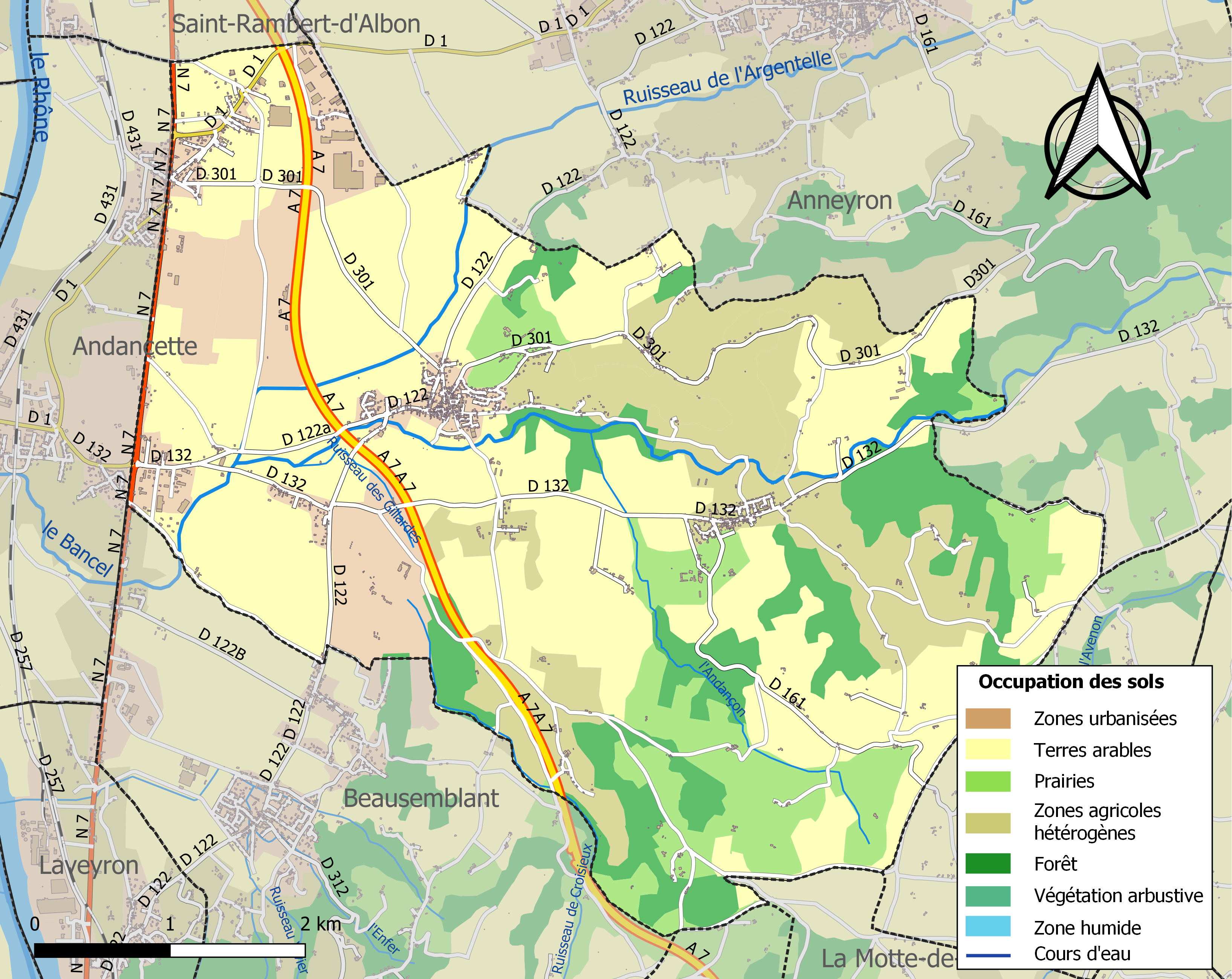
Carte des infrastructures et de l'occupation des sols de la commune en 2018 (CLC).

### Morphologie urbaine
La commune est composée du village de Saint-Romain-d'Albon et de trois hameaux principaux : Saint-Martin-des-Rosiers, le Creux-de-La-Thine et Saint-Philibert.

#### Quartiers, hameaux et lieux-dits
Site Géoportail (carte IGN) :
- Bois de Fanfaraud
- Bois de l'Espinasse
- Bois de Lunel
- Bois de Monchard
- Bois de Rival
- Champ Bouchard
- Champ d'Avit
- Champs Muzet
- Chante-Olivette
- Chapon
- Chérinel
- Côte Rousse
- Croisieux
- Fanfaraud
- Ferme de Chanteblé
- Figuet
- Font Flachier
- Grand Bois
- Gros Murot
- la Condamine
- la Plaine
- la Tour d'Albon
- l'Aulagnat
- Lautufet
- le Bois Cocu
- le Creux de la Thine
- le Grand Bœuf
- le Grand Moulin
- le Grand Moulin
- le Moulinet
- les Barris
- les Blaches (ouest)
- les Blaches (est)
- les Blains
- les Bourgeons
- les Buis
- les Combes
- les Creux
- les Drugeons
- les Eymards
- les Girardes
- les Grandes Vignes
- les Grands Champs
- les Igonières
- les Marrons
- les Moulin du Temple
- les Ormes et Champs du Seigneur
- les Perrets
- les Petites Girardes
- les Petites Vignes
- les Picardes
- l'Espinasse
- les Prés Nouveaux
- les Pugnets
- les Quarterées
- les Rosiers
- les Terreaux
- les Trois Maisons
- les Verchères
- le Vernet
- le Vivier
- Marcoz
- Marmot
- Petit Vernet
- Pied Férat
- Prat
- Saint-Martin-des-Rosiers
- Saint-Philibert
- Saint-Romain-d'Albon (mairie)
- Senaud
- Tantaron
- Vermenas
- Verrine
- Vignol

## Toponymie

### Attestations
- 517 : Epao, Epaonense, Epauna (Labbe et Cossart, Concilia, II, 1052)[12],[13].
- 831 : vicus qui dicitur Eppaonis (D. Bouquet, VI, 570)[12].
- 883 : mention du mandement : ager Ebbaonensi in pago Viennensi (Charvet, Hist. église de Vienne, 120)[12].
- 887 : Ebaonem sive Tortilianum (d'Achery, Spicileg., III, 363)[12].
- Vers 1080 : villa de Albon (cartulaire de Romans, 150)[12].
- 1132 : Albio (cartulaire de Grenoble, 270)[12].
- 1215 : castrum Albeonis (doc. inéd., 31)[12].
- 1328 : castrum de Albone (de Gallier, Essai sur Clérieu, 91)[12].
- 1334 : mention du mandement : mandamentum et territorium de Albone  (inventaire des dauphins, 196)[12].
- 1891 : Albon, château[12].
- 1891 : Albon, commune du canton de Saint-Vallier, commune dont le chef-lieu est au village de Saint-Romain-d'Albon et de laquelle ont été successivement distraites les communes d'Anneyron, de Saint-Rambert-d'Albon et d'Andancette[12].

### Étymologie
Ernest Nègre propose plusieurs hypothèses sur l'origine du nom « Albon » :
- du mot gaulois Epo (cheval) et d'un suffixe -auno. Le sens en serait « oppidum du Cheval » et attesterait la présence d'un élevage de chevaux[14] ;
- d'un nom latin d'homme, Albus, qui signifie blanc.

## Histoire

### Antiquité: les Gallo-romains
Albon est un grand domaine comportant une « villa »[réf. nécessaire].
Les fouilles de M. Duc, au début du siècle, ont permis de reconnaître un important site paléo-chrétien (Duc, Essais historiques sur la commune d'Albon). Des sondages furent repris, sans grands résultats.
Des tombes paléo-chrétiennes ont été trouvées sur la commune.

### Du Moyen Âge à la Révolution
Des fouilles anciennes ont mis au jour un habitat ainsi qu'une basilique funéraire du VIe siècle, propriété du diocèse de Grenoble-Vienne[réf. nécessaire].

Une tentative de datation de la basilique a été tentée grâce aux inscriptions.
Traditionnellement, Saint-Romain-d'Albon est considéré comme la parrocchia Epaonensis (paroisse d'Épaone)[réf. nécessaire].

En 517, Albon a probablement accueilli le concile d'Épaone réunissant l'Église burgonde. D'autres auteurs considèrent qu'il s'est tenu à Évian[réf. nécessaire].
La tour date du VIIIe siècle.
Albon, possession ancienne de l'église archiépiscopale de Vienne, avait été confisqué par l'empereur Louis I le Pieux (ou le Débonnaire) au profit d'un certain comte Abbo. L'évêque en obtient la restitution en 831.
3 mars 831 : un diplôme de l'empereur Louis le Pieux (778-840) cite le vicus Eppaonis (bourg d'Épaone). Ce dernier possède deux églises en ruines dédiées à saint André et saint Romain. On sait que saint Romain a été le titulaire de l'église d'Albon et saint André celui de la paroisse d'Andancette (qui a appartenu à Saint-Romain-d'Albon jusqu'en 1872).
924 : le roi Raoul de France, confirme la donation de terres de l'ancienne Épaone à l'abbaye de Saint-Martin d'Autun[réf. nécessaire].
XIIe et XIIIe siècles : Le nom de Saint-Romain-d'Albon est donné au village[réf. nécessaire].

#### 1016 à 1349: les comtes d'Albon-Viennois puis dauphins du Viennois
Trois familles (ou maisons, ou « races ») se succèdent :
- 1016-1228 : les évêques de Vienne concèdent Albon en fief à la lignée de Guigues Ier le Vieux (vers 1000 à 1070). Ce dernier est à l'origine des comtes du Viennois désignés, à partir de Guigues IV, par le titre de « dauphins du Viennois ».
- 1183-1282 : Albon passe à Hugues I, fils du duc Eudes II de Bourgogne.
- 1282-1349 : Albon passe aux La Tour-du-Pin.

La population s'installe autour du château d'Albon dressé sur la colline par les seigneurs.
Les seigneurs se qualifient de comtes d'Albon :
- 1134 : comes Albionensis. Le comté est appelé comitatus Albionensis (cartulaire de Romans, 284).
- 1191 : comitissa Albonii (doc. inédit, 29).
- 1215 : comes Viennensis et Albeonensis (doc. inédit, 30).
- 1231 : comes Ailbonis (cartulaire de Léoncel, 108).
- 1239 : le comté est appelé comitatus Albonis (inventaire des dauphins, 375)
- 1244 : Delphinus Vienne et Albonis comes (inventaire des dauphins, 34)
- 1247 : comes Albonensis (inventaire des dauphins, 36).

Du temps des dauphins, la dénomination de comté d'Albon s'applique de manière assez vague à tout le pays situé entre Vienne et l'Isère. Cette dénomination sera par la suite restreinte au seul mandement d'Albon.

#### Les seigneurs du comté d'Albon
Le comté est engagé en tant que seigneurie.
- Possession des barons de Clérieux.
- Passe (par héritage) aux Poitiers-Saint-Vallier qui s'éteignent en 1546.
- 1546 : passe aux Tournons.
- 1644 : passe (par héritage) aux Lévis-Ventadour.
- 1694 : passe (par mariage) aux Rohan-Soubise, derniers seigneurs d'Albon.

Le village actuel, probablement du fait de l'abandon du château au XVIe siècle, s'est développé autour de l'église paroissiale sur l'emplacement primitif du haut Moyen Âge[source insuffisante].
Avant 1790, la communauté d'Albon comprend les paroisses suivantes : Andancette, Anneyron, Saint-Martin d'Albon, Saint-Philibert d'Albon, Saint-Rambert d'Albon, Saint-Romain d'Albon, plus celle de Champagne en Vivarais.

La communauté d'Albon relève de l'élection et subdélégation de Romans, et du bailliage de Saint-Marcellin.

Le mandement d'Albon semble avoir toujours eu la même étendue que la communauté d'Albon.

### De la Révolution à nos jours
En 1790, Albon devient le chef-lieu d'un canton du district de Romans. Il comprend les municipalités d'Albon et de Mantaille. La réorganisation de l'an VIII (1799-1800) fait de ce canton une simple commune du canton de Saint-Vallier.

## Politique et administration

### Administration municipale
Le nombre d'habitants au dernier recensement étant compris entre 1 500 et 2 499, le nombre de membres du conseil municipal est de 19.
À la suite des élections municipales françaises de 2020, le conseil municipal est composé du maire, de quatre adjoints (Jean Delaunay, Raphaëlle Roumeas, Yves Monnier, Christine Aime) et de quatorze conseillers municipaux (Anne-Marie Pontus, Serge Guillermin, Agnès Brunet, Anne-Marie Chomel, Pascal Serigne, Didier Decorme, Stéphanie Ottogalli, Céline Chaleat, Julien Euvrard, Jean-Pierre Payraud, Christiane Alleon, Jessica Jouffroy, Charlie Fournier, Céline Vassy),.

### Liste des maires
| Période                                                                      | Période                    | Identité                                   | Étiquette        | Qualité                                                          |
| ---------------------------------------------------------------------------- | -------------------------- | ------------------------------------------ | ---------------- | ---------------------------------------------------------------- |
| Les données manquantes sont à compléter. : de la Révolution au Second Empire |                            |                                            |                  |                                                                  |
| 1790                                                                         | 1833                       | ?                                          |                  |                                                                  |
| 1833                                                                         | 1841 (juill.)              | Joseph Baboin                              |                  |                                                                  |
| 1841 (juill.)                                                                | 1842                       | Claude Hector Fontaine                     |                  |                                                                  |
| 1842                                                                         | 1871                       | ?                                          |                  |                                                                  |
| Les données manquantes sont à compléter. : depuis la fin du Second Empire    |                            |                                            |                  |                                                                  |
| 1871                                                                         | 1874                       | ?                                          |                  |                                                                  |
| 1874                                                                         | 1876                       | ?                                          |                  |                                                                  |
| 1876 (élection ?)                                                            | 1878                       | Fernand Babouin[source insuffisante]       |                  |                                                                  |
| 1878                                                                         | 1884                       | Fernand Babouin                            |                  | maire sortant                                                    |
| 1884                                                                         | 1887                       | Jean-Baptiste Girard[source insuffisante]  |                  |                                                                  |
| 1887 (élection ?)                                                            | 1888                       | Jean Allemand[source insuffisante]         |                  |                                                                  |
| 1888                                                                         | 1892                       | Joseph Paquien[source insuffisante]        |                  |                                                                  |
| 1892                                                                         | 1896                       | Fernand Babouin[source insuffisante]       |                  |                                                                  |
| 1896                                                                         | 1897                       | Fernand Babouin                            |                  | maire sortant                                                    |
| 1897 (élection ?)                                                            | 1900                       | ?                                          |                  |                                                                  |
| 1900                                                                         | 1904                       | Joseph Collet[source insuffisante]         |                  |                                                                  |
| 1904                                                                         | 1908                       | Gaspar Bonneton[source insuffisante]       |                  |                                                                  |
| 1908                                                                         | 1912                       | ?                                          |                  |                                                                  |
| 1912                                                                         | 1916                       | Paul Cyriaque Genthon[source insuffisante] |                  |                                                                  |
| 1916 (élection ?)                                                            | 1917                       | Julien Bonneton[source insuffisante]       |                  |                                                                  |
| 1917 (élection ?)                                                            | 1919                       | Flavien Roure[source insuffisante]         |                  |                                                                  |
| 1919                                                                         | 1924                       | Flavien Roure                              |                  | maire sortant                                                    |
| 1924 (élection ?)                                                            | 1925                       | Aimé Lacroix[source insuffisante]          |                  |                                                                  |
| 1925                                                                         | 1929                       | Aimé Lacroix                               |                  | maire sortant                                                    |
| 1929                                                                         | 1931                       | Aimé Lacroix                               |                  | maire sortant                                                    |
| 1931 (élection ?)                                                            | 1934                       | Louis Buisson[source insuffisante]         |                  |                                                                  |
| 1934 (élection ?)                                                            | 1935                       | ?                                          |                  |                                                                  |
| 1935                                                                         | 1941                       | ?                                          |                  |                                                                  |
| 1941 (mai) (élection ?)                                                      | 1944                       | Henri Méaudre[source insuffisante]         |                  | Président de la délégation spéciale nommé par le régime de Vichy |
| 1944 (élection ?)                                                            | 1945                       | Pierre Brottier[source insuffisante]       |                  |                                                                  |
| 1945                                                                         | 1947                       | ?                                          |                  |                                                                  |
| 1947                                                                         | 1953                       | Edmond Guerin[source insuffisante]         |                  |                                                                  |
| 1953                                                                         | 1959                       | Edmond Guerin                              |                  | maire sortant                                                    |
| 1959                                                                         | 1961                       | Edmond Guerin                              |                  | maire sortant                                                    |
| 1961 (élection ?)                                                            | 1965                       | ?                                          |                  |                                                                  |
| 1965                                                                         | 1966                       | Léon Bruyat[source insuffisante]           |                  |                                                                  |
| 1966 (élection ?)                                                            | 1971                       | Bernard Thivolle[source insuffisante]      |                  |                                                                  |
| 1971                                                                         | 1977                       | Bernard Thivolle                           |                  | maire sortant                                                    |
| 1977                                                                         | 1983                       | Jean Pierre Ronat[source insuffisante]     |                  |                                                                  |
| 1983                                                                         | 1989                       | Jacques Carcel[source insuffisante]        | PS               |                                                                  |
| 1989                                                                         | 1995                       | Jacques Carcel                             |                  | maire sortant                                                    |
| 1995                                                                         | 2001                       | Jacques Carcel                             |                  | maire sortant                                                    |
| 2001                                                                         | 2008                       | Jacques Carcel                             |                  | maire sortant                                                    |
| 2008                                                                         | 2014                       | Michel Debost[source insuffisante]         | (sans étiquette) |                                                                  |
| 2014                                                                         | 2020                       | Jean Pierre Payraud[source insuffisante]   | PS               | retraité                                                         |
| 2020                                                                         | En cours (au 11 juin 2021) | Philippe Becheras[source insuffisante]     |                  |                                                                  |

### Rattachements administratifs et électoraux
La commune d'Albon appartient à la communauté de communes Porte de DrômArdèche qui comprend des villages de la Drôme et de l'Ardèche.

## Population et société

### Démographie
L'évolution du nombre d'habitants est connue à travers les recensements de la population effectués dans la commune depuis 1793. Pour les communes de moins de 10 000 habitants, une enquête de recensement portant sur toute la population est réalisée tous les cinq ans, les populations de référence des années intermédiaires étant quant à elles estimées par interpolation ou extrapolation. Pour la commune, le premier recensement exhaustif entrant dans le cadre du nouveau dispositif a été réalisé en 2006.

En 2022, la commune comptait 1 935 habitants, en évolution de +0,1 % par rapport à 2016 (Drôme : +2,64 %, France hors Mayotte : +2,11 %).
| 1793  | 1800  | 1806  | 1821  | 1831  | 1836  | 1841  | 1846  | 1851  |
| ----- | ----- | ----- | ----- | ----- | ----- | ----- | ----- | ----- |
| 2 445 | 2 472 | 2 827 | 2 016 | 2 663 | 2 900 | 2 158 | 2 399 | 2 470 |

| 1856  | 1861  | 1866  | 1872  | 1876  | 1881  | 1886  | 1891  | 1896  |
| ----- | ----- | ----- | ----- | ----- | ----- | ----- | ----- | ----- |
| 2 537 | 2 507 | 2 401 | 2 251 | 1 624 | 1 534 | 1 543 | 1 538 | 1 518 |

| 1901  | 1906  | 1911  | 1921  | 1926  | 1931  | 1936  | 1946  | 1954  |
| ----- | ----- | ----- | ----- | ----- | ----- | ----- | ----- | ----- |
| 1 503 | 1 390 | 1 328 | 1 193 | 1 225 | 1 255 | 1 235 | 1 153 | 1 157 |

| 1962  | 1968  | 1975  | 1982  | 1990  | 1999  | 2006  | 2011  | 2016  |
| ----- | ----- | ----- | ----- | ----- | ----- | ----- | ----- | ----- |
| 1 173 | 1 206 | 1 136 | 1 313 | 1 543 | 1 573 | 1 682 | 1 725 | 1 933 |

| 2021  | 2022  | - | - | - | - | - | - | - |
| ----- | ----- | - | - | - | - | - | - | - |
| 1 951 | 1 935 | - | - | - | - | - | - | - |

### Enseignement
La commune relève de l'académie de Grenoble.

### Manifestations culturelles et festivités
- Fête : le dernier dimanche de septembre[16].

### Loisirs
- Équitation[16].

### Médias

#### Presse écrite
Le quotidien régional historique du Dauphiné et des Alpes tirant à grand tirage est Le Dauphiné libéré. Celui-ci consacre, chaque jour, y compris le dimanche, dans son édition locale, un ou plusieurs articles à l'actualité du village, ainsi que des informations sur les éventuelles manifestations locales, les travaux routiers, et autres événements divers à caractère local au niveau de la commune de Saint-Martin-en-Vercors.
Il existe aussi d'autres journaux, comme les hebdomadaires L'Agriculture Drômoise et  Drôme Hebdo (anciennement Peuple libre).

#### Presse audiovisuelle
Ici Drôme Ardèche est une radio publique diffusée sur tout le territoire du département de la Drôme.

### Cultes
L'église (propriété de la commune) et la communauté catholique d'Albon sont rattachées à la paroisse catholique de « Sacré Cœur en Val d’Eyrieux », elle même rattachée au diocèse de Viviers.

## Économie

### Agriculture
En 1992 : céréales, arbres fruitiers, bovins, ovins.

## Culture locale et patrimoine

### Lieux et monuments
- Tour d'Albon, tour sur motte construite au VIIIe siècle.
- L'église romane Saint-Philibert d'Albon et son prieuré ont été construits au XIe siècle par des moines venus de l'abbaye de Tournus. Elle se compose d'une nef à deux travées, abside semi-circulaire, et d'un porche roman plein cintre surmonté d'un vitrail et d'une arcade recevant la cloche. En 1230, elle est agrandie d'une travée et d'une abside gothique flamboyant. Les moines qui l'ont desservie jusqu'au XIIIe siècle, avant d'en laisser le service au clergé séculier, y avaient déposé le cœur de saint Philibert. De nombreux pèlerinages ont eu lieu jusqu'en 1562, date à laquelle les troupes du baron des Adrets, n'ayant pas trouvé cette relique, détruisirent la quasi-totalité de l'église. Reconstruite sommairement au début du XVIIe siècle avec, côté sud, la chapelle Notre-Dame-de-Pitié, elle n'a jamais retrouvé son architecture du XVIe siècle.
- Château des Rosiers.
- Château de Senaud.
- Porte de Chanas (XIVe siècle) dans l'enceinte du village de Saint-Romain-d'Albon.
- Église du XIXe siècle à Saint-Romain.
- Église du XIXe siècle à Saint-Martin-des-Rosiers. En 1977, la voûte du chœur s'est effondrée. On a alors limité l'édifice à la nef en la séparant de la ruine par un vitrail. Ce dernier est l'un des plus grands vitraux d'Europe.
- Aérodrome et site aérorétro avec son musée d'avions anciens.

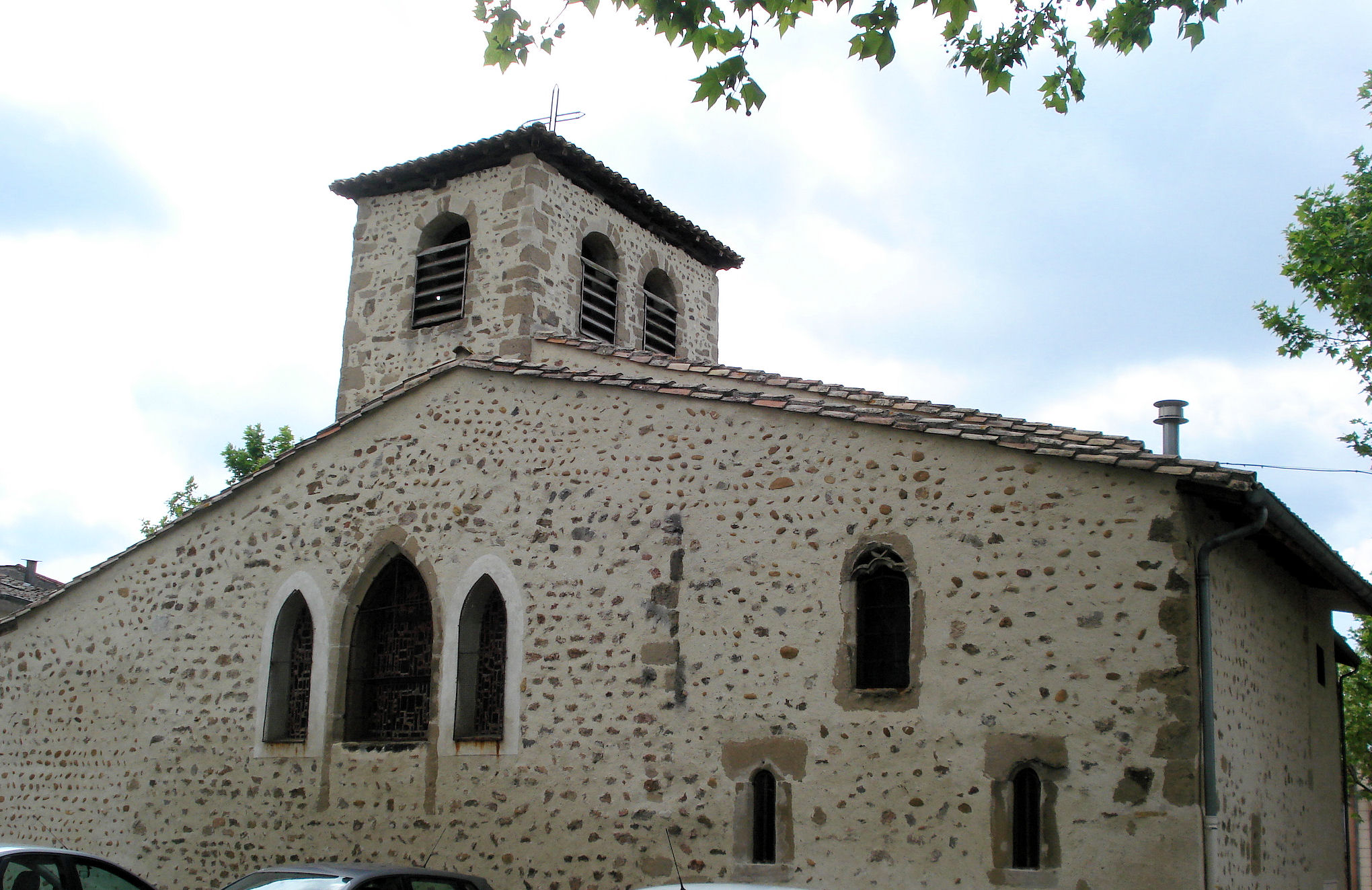
Église d'Albon.
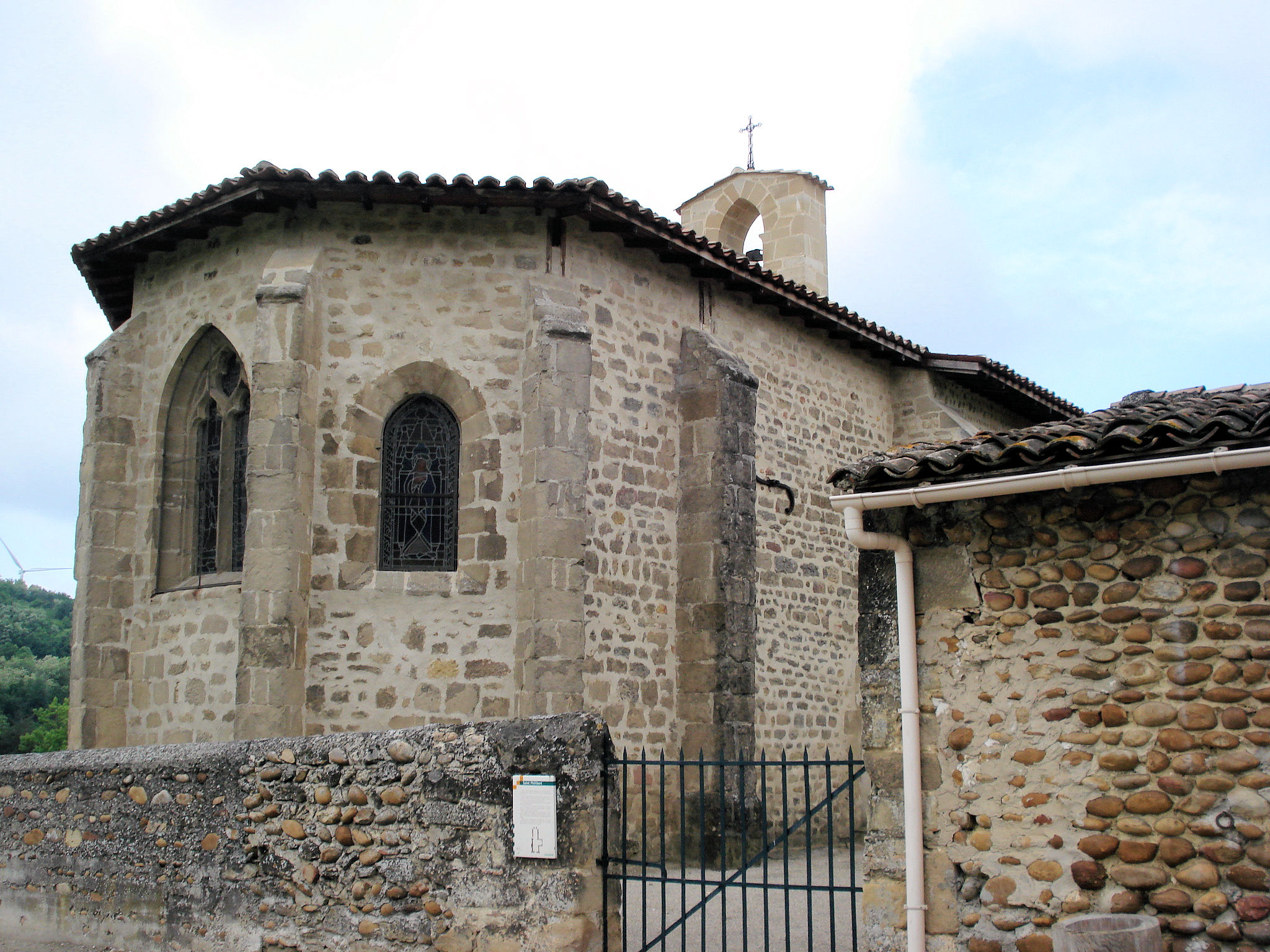
Chevet de la chapelle Saint-Philibert.
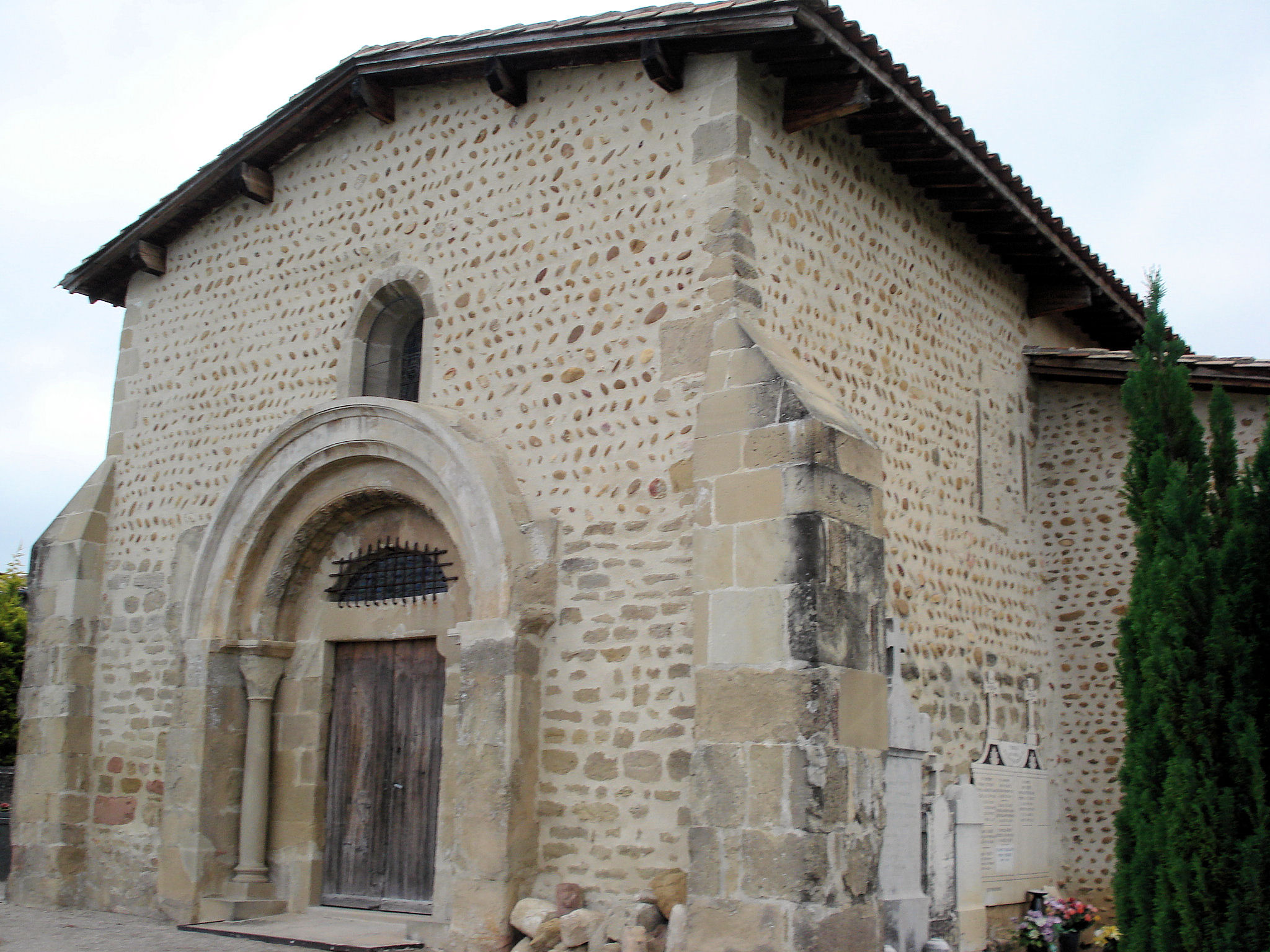
Saint-Philibert.
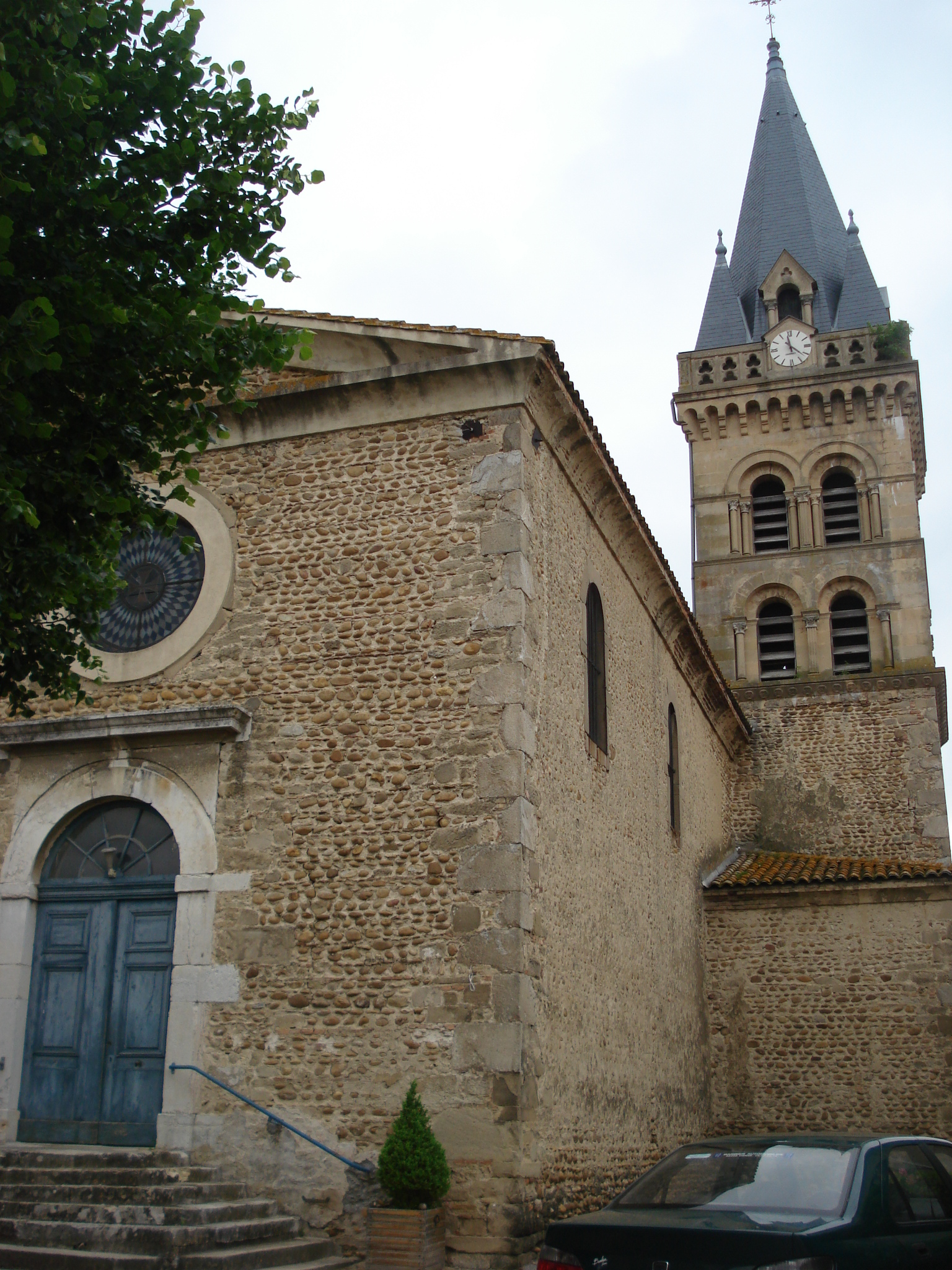
Église de Saint-Martin-des-Rosiers.

### Patrimoine naturel
- Albon fait partie des villages botaniques de la Drôme sur le thème des plantes magiques et symboliques[réf. nécessaire].

### Personnalités liées à la commune
- Jean-Baptiste Fleury (1758-1841), juge de paix et député de l'Isère, né et baptisé dans la commune.

### Héraldique, logotype et devise
| Armoiries d'Albon | Les armoiries d'Albon se blasonnent ainsi : « au premier et au quatrième de sable à la croix d'or, au deuxième et au troisième d'or au dauphin d'azur, allumé, langué, loré, peautré et oreillé de gueules ». |